# Norbert Turini
Pour les articles homonymes, voir Turini.
Norbert José Henri Turini, né le 30 août 1954 à Cannes dans les Alpes-Maritimes, est un évêque français, nommé archevêque de Montpellier depuis le 9 juillet 2022.

## Biographie

### Formation
Après avoir obtenu une licence en sciences de la vie à l'université de Nice, tout en participant au programme des groupes de formation universitaire, Norbert Turini est entré au Grand séminaire de Marseille avant de poursuivre sa formation après son ordination à la  faculté de théologie catholique de Strasbourg où il a obtenu une licence dans cette discipline en 1985.

### Principaux ministères
Il est ordonné prêtre le 27 juin 1982 pour le diocèse de Nice.
Le 5 avril 2001, il est élevé à la dignité de prélat d'honneur de Sa Sainteté par le pape Jean-Paul II.
Après avoir été pendant dix ans responsable du service diocésain des vocations, responsable de l'année propédeutique du séminaire et responsable d'un foyer d'étudiants chrétiens, il est devenu vicaire épiscopal pour la pastorale des jeunes de 1996 à 2000, puis vicaire général du diocèse de Nice jusqu'en 2004.

### Évêque
Nommé évêque de Cahors le 30 juin 2004, il a été consacré le 10 octobre 2004. De 2009 à 2012, il parcourt son diocèse avec des visites pastorales dans les 30 groupements paroissiaux du Lot.
En 2013, il préside, du 25 mars au 8 décembre, le Grand Pardon de Rocamadour.
Au sein de la Conférence des évêques de France, il est président du conseil pour la communication.
Il est également l'évêque protecteur des Groupes de formation universitaire (GFU) jusqu'en 2015.
Le 18 octobre 2014 il est nommé évêque de Perpignan-Elne par le pape François.
Il a été nommé le 8 juillet 2022 archevêque métropolitain de Montpellier. Son installation s'est déroulée le dimanche 23 octobre à la cathédrale Saint-Pierre de Montpellier, en présence d'Alain Guellec, évêque auxiliaire de Montpellier (nommé évêque de Montauban), de Celestino Migliore, nonce apostolique en France, ainsi que d'autres évêques français et maliens.

## Prises de position
Il critique l'attitude de l'évêque de Recife dans une affaire d'excommunication dans le cadre d'un avortement sur une très jeune fille à la suite d'un inceste au Brésil.
En 2019, après la condamnation du Père Savioz (15 ans de prison pour agressions sexuelles et viol sur trois jeunes garçons), il déclare sur France Bleu : « ce qui est important, ce n’est pas de protéger l’institution, c’est de protéger les victimes ».

## Controverse
En 2012, alors évêque de Cahors, il minimise les faits lors d'une déposition dans le cadre d'une affaire de pédocriminalité concernant un prêtre de son diocèse et un enfant de 13 ans, et explique : « le père O. s’est épris de Mickaël et a vécu une relation amoureuse ». Par ailleurs, l’avocat diocésain, sur demande de l'évêché, a défendu le père O. et non la victime qui lors du jugement de l'affaire est séminariste. Le tribunal a reconnu Philippe O. coupable d’avoir commis des atteintes sexuelles sur un mineur de moins de 15 ans. 
À la suite de l'affaire, le prêtre, condamné à une peine d'emprisonnement avec sursis, a retrouvé un poste dans le diocèse de Cahors, tandis que la victime est exclue du séminaire,. De nombreux catholiques ont demandé que des poursuites soient engagée contre Norbert Turini, protégé par des prélats de la Curie romaine. Selon Norbert Turini, cette exclusion a eu lieu dans le cadre normal du suivi du séminariste, ce que semble contester le supérieur du séminaire de l'époque, Jean-Marc Micas.

## Devise épiscopale
« Aimer, Évangéliser, Servir ».